# HD138413
HD138413 — хімічно пекулярна зоря спектрального класу A2, що має видиму зоряну величину в смузі V приблизно  5,5.
Вона  розташована на відстані близько 226,7 світлових років від Сонця.

## Фізичні характеристики
Зоря HD138413 обертається 
порівняно повільно 
навколо своєї осі. Проєкція її екваторіальної швидкості на промінь зору становить  Vsin(i)= 50км/сек.